# 化学の歴史

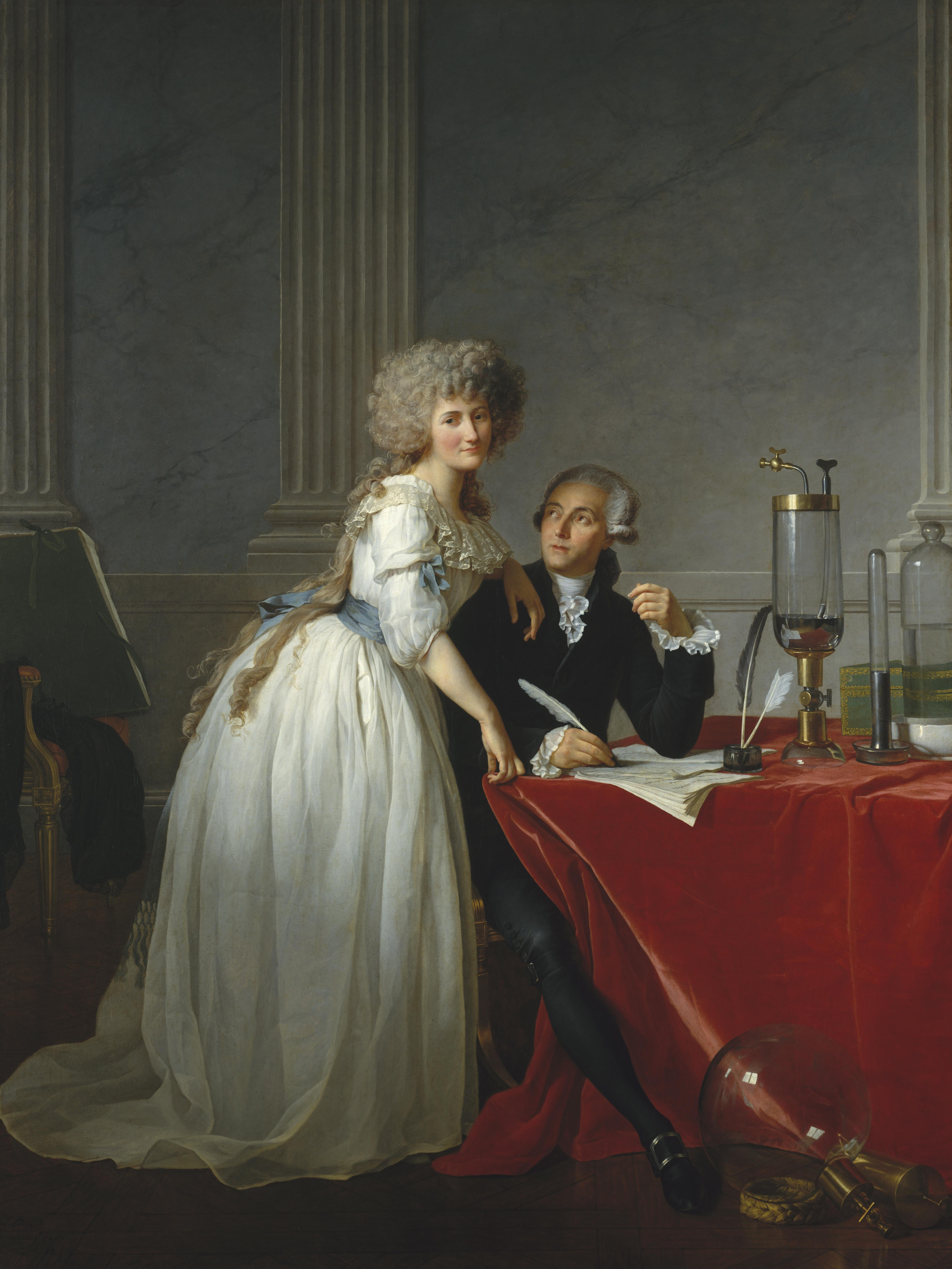
ラヴォアジエ夫妻の肖像、ダヴィッド作

化学の歴史（かがくのれきし、英語: history of chemistry）は長く曲折に富んでいる。火の発見を契機にまず金属の精錬と合金製造が可能な冶金術が始まり、次いで錬金術で物質の本質を追求することを試みた。アラビアにおいても錬金術を研究したジャービル・イブン＝ハイヤーンは多くの業績を残したが、やがて複数のアラブ人学者は錬金術 (alchemy) を批判するようになっていった。近代化学は化学と錬金術を弁別したとき始まった。たとえばロバート・ボイルが著書『懐疑的化学者』（The Sceptical Chymist、1661年）などである。そしてアントワーヌ・ラヴォアジエが質量保存の法則（1774年発見）を打ち立て化学現象において細心な測定と定量的観察を要求したのを境に、化学は一人前の科学になった。錬金術と化学がいずれも物質の性質とその変化を研究するものではあっても、科学的方法を適用するのは化学者である。化学の歴史はウィラード・ギブズの業績などを通じて熱力学の歴史と絡み合っている。

## 前史

### 火と原子論の発見
化学の起源は燃焼という現象に遡ることができる。火は、ある物質を別のものに変容させる神秘的な力であり、それゆえ驚きと迷信の出所となった。食品の調理による食習慣の変化や、陶器、それぞれの用途に特化した道具類の製作など、火は古代社会にさまざまな側面で影響を与えてきた。
原子論は古代ギリシアと古代インドに起源をもつ。ギリシアの原子論は、ローマのルクレティウスが紀元前50年に著した『万物の本性について』（De Rerum Natura）の中で指摘した紀元前440年まで遡ることができる。その記述では、この考え方は原子（アトム）が物質の最小の単位であると提唱したデモクリトスやレウキッポスに始まるとしている。偶然にも同時代のインドの哲学者カナーダ (Kanada) は、そのヴァイシェーシカ (Vaisheshika)・スートラ (sutra) の中で類似の提言をしている。カシュヤパが彼のスートラに現れたのは瞑想の産物であったようである。同様の手法でガス（気体）の存在も論じられた。カナーダがスートラで提唱したことは、デモクリトスが哲学的黙想から提唱したものでもあった。いずれも経験的データを欠いていたので、科学的証明のない原子存在は容易に否定された。紀元前330年にアリストテレスは原子の存在に異を唱え、ヴァイシェーシカ学派の原子論も長い間反論に晒された。
ヨーロッパでは、キリスト教会がアリストテレスの著作を一種の経典のように扱い、原子論関連は異端視された。アリストテレスの著作はアラビア語に訳されてイスラム世界で保存され、13世紀になるとトマス・アクィナスとロジャー・ベーコンがこれをラテン語に翻訳して再びヨーロッパに紹介した。

### 冶金術の起こり
のちの冶金術に道を拓くガラスの発見と金属の精錬を導いたのは火であった。冶金術の初期には金属精錬の方法が認められ、紀元前2600年頃の古代エジプトでは金が貴金属になっていたことが知られる。合金の発見は青銅器時代の幕開けを告げた。青銅器時代ののち、軍がより高度な武器を求めたことで冶金術の歴史は新しい段階を迎えた。ユーラシアの諸国は高性能の合金を造り、これを使った甲冑や武器を製作すると全盛期を迎えた。これはしばしば戦闘の結果を決定付けた。

### インドの冶金術と錬金術
古代インドでは冶金術と錬金術にめざましい進歩がみられた。ウィル・デュラント (Will Durant) はThe Story of Civilization 1: Our Oriental Heritage（『文明の物語1：東洋の遺産』）の中で次のように記す。

### 賢者の石と錬金術の起こり
古代エジプトなど、古くから錬金術と呼ばれる前科学が興った。錬金術師はエリクサー、賢者の石などを追い求めた。錬金術は歴史上多くの文化圏で実践され、哲学、神秘主義、前科学が混淆する体裁がよくみられ、また多くの人間が安価な金属をどうすれば金に転換できるかに関心をもった。
錬金術は卑金属を金に変える目的ばかりか、ペストに見舞われたヨーロッパなどでは人々の健康に役立つ医薬の開発でも期待された。ただ、不老不死の霊薬発見のための試行したものの霊薬も賢者の石も発見された事例はない。また、生物に生命を吹き込む『エーテル』が空気中に存在すると信じることも錬金術師の特徴としてあげられる。錬金術の実践者としては、生涯を錬金術に捧げたアイザック・ニュートンなどがいる。

### 錬金術に立ちはだかる壁
新しい化合物についての系統的な命名法がなく、また言葉が難解・秘儀的かつ曖昧で用語の意味が使用者により異なっているなど、現代の立脚点から見ると、錬金術には複数の問題点がある。具体的に The Fontana History of Chemistry（Brock、1992年）によれば：
チョーサーの物語は安価な物質から贋の金を造るなど錬金術のいかがわしい一面をあらわにした。チョーサーのすぐのち、ダンテ・アリギエーリもこの詐欺への関心を行動に移し、神曲の中で錬金術師全員を地獄へ送り込んでいる。その後1317年にアヴィニョン捕囚の教皇ヨハネス22世は、贋金作りの錬金術師全員をフランスから追放した。また、『金属を増殖』した場合は死罪に処するという法律が、1403年にイングランドで成立した。この他にもいろいろ強硬な手段を講じたものの、錬金術は絶えることがなかった。王侯貴族や特権階級は依然として賢者の石や不老不死の霊薬を自分用に探し求めていた。
また、再現実験のための科学的方法についてはまだ合意がなかった。当然のように多くの錬金術師は潮汐の時刻や月齢など無関係な情報を彼らの手法に取り込んでいた。錬金術の秘儀的性格や難解な用語は、錬金術師が実は半可通であるという事実を隠蔽するのに好適だった。14世紀の初めには錬金術に危機が訪れた。つまり人々が懐疑的になったのである。実験を他者が再現しうること、かつ結果について何が明らかになり何が不明であるのかを明晰な言語で報告するという科学的方法が必要なのは、誰の目にも明らかとなった。

## 錬金術から化学へ

### 初期の化学者
近代の科学的方法の発達は遅々としてなかなか前進を見なかったが、化学に関する科学的方法の萌芽は中世イスラム教徒の化学者の間に現れ始め、これを先導したのが「多くのものが化学の父とみなす」9世紀の化学者ジャービル・イブン＝ハイヤーン（ゲベルス）であった。彼はアランビック（蒸留器）を発明・命名、数多くの化学物質を化学的に分析、宝石職人 (lapidary) を集め、アルカリと酸を弁別、数多くの薬を製造した。
その他有力なイスラム教徒の化学者には、アリストテレスの四元素説を批判したジャアファル・サーディクとラーズィー (Muhammad ibn Zakarīya Rāzi)、また錬金術の実践と金属変性の理論で名声を博したキンディー、アブー・ライハーン・アル・ビールーニー、イブン・スィーナー、イブン＝ハルドゥーン、および物質本体は変化しうるが消滅し得ないとして質量保存の原型を記述したナスィールッディーン・トゥースィーらがいる。
ヨーロッパの比較的正直な医者にとって錬金術とは知的営為であり、時を経て熟達した。一例としてパラケルスス（1493年 - 1541年）は化学と医療の理解が曖昧ながらも四元素説を斥け、イアトロ化学（医療化学）(iatrochemistry) と呼ばれる錬金術と科学のハイブリッドを形成した。ところで、パラケルススによる実験が真に科学的であったとはいい難い。たとえば、新しい化合物が水銀と硫黄の組み合わせで出来うるという自身の説の延長として、彼は『硫黄油』なるものを作り出したが、これは実はジメチルエーテルであり、水銀でも硫黄でもない。

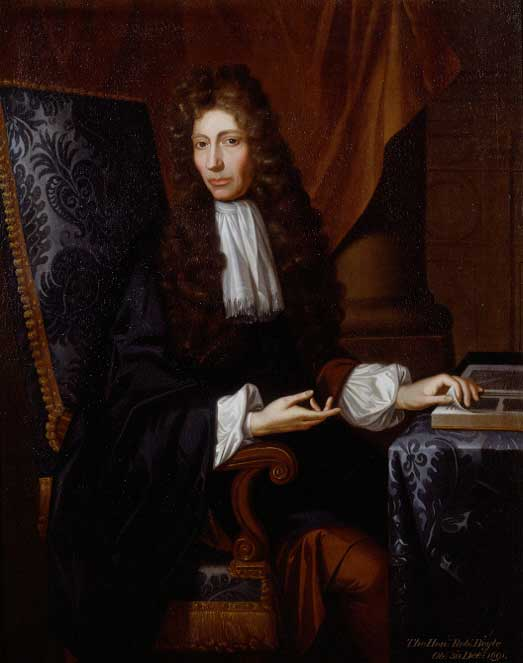
ロバート・ボイル 近代化学の基礎を築いた一人で、適切な実験により化学と錬金術を分離した。

ロバート・ボイル（1627年 - 1691年）は錬金術用の近代科学的方法を見直し、錬金術と化学の距離を広げたとみられている。ロバート・ボイルは原子論者だったが、原子の呼称として "atom" よりも "corpuscle" という語を好んだ。物質がその特性を維持しうる最小部分は原子 (corpuscles) のレベルであると彼は述べている。
ボイルはボイルの法則で特記される。彼はまた記念碑的出版物『懐疑的化学者』(The Sceptical Chymist) でも特記され、ここで彼は物質の原子説を発展させようとしたものの成功には至らなかった。これらの前進にもかかわらず、『近代化学の父』と賞賛されるのは1789年に質量保存の法則（またはラボアジエの法則）を発見したアントワーヌ・ラヴォアジエである。これにより化学は定量的性質をもち信頼できる予測が立てられるようになった。

### アントワーヌ・ラヴォアジエ
化学研究の文献で古代バビロニア、エジプト、その他イスラム化後のアラブ人やペルシア人の成果を引用できるにもかかわらず、近代化学が花を咲かせたのは質量保存の法則の発見と燃焼におけるフロギストン説（1783年）に対する反論により『近代化学の父』とみなされたアントワーヌ・ラヴォアジエ以来である。（フロギストンは燃焼時に可燃物から放出される不可量物であると想定された。）ミハイル・ロモノーソフは18世紀ロシアで化学の伝統を独自に確立した。ロモノーソフもフロギストン説に異を唱え、ガスの分子運動論で先駆けとなった。彼は熱を運動の形態とみなし、物質保存の考え方を提唱した。

### 生気論をめぐる論争と有機化学
燃焼の性質（酸素を参照）が明らかになったのち、生気論および有機物と無機物の識別という別の論争は、フリードリヒ・ヴェーラーが偶然無機物から尿素を合成した1828年から革命的に展開した。これ以前に無機物から有機物が合成された事例はなかった。この発見は異性論にも大きく貢献した。これで化学の新しい研究領域が開かれ、19世紀末までに科学者は数多くの有機化合物を合成できるようになった。そのうちきわめて重要なものは、モーブ、マゼンタ、およびその他合成染料、そして広く使われている医薬のアスピリンである。

### ラヴォアジエ後の原子論をめぐる論争
19世紀を通じて化学の世界は、ジョン・ドルトンが提唱する原子説の支持者と、これに反対するヴィルヘルム・オストヴァルトやエルンスト・マッハ らに二分されていた。原子説派ではアメデオ・アヴォガドロやルートヴィッヒ・ボルツマンがガスの振舞をうまく説明したものの、この論争の決着は20世紀はじめにブラウン運動を原子論的に説明したアインシュタインの説をジャン・ペランが実験で検証するのを待たねばならなかった。
論争が決着するまで長い時間を要したが、この間すでに多くのものが原子論の概念を化学に応用していた。20世紀になるまで十分発達していなかった原子の構造に関する予測となるスヴァンテ・アレニウスのイオン説などはこの好例である。マイケル・ファラデーもこの分野の先駆者で、彼の化学における貢献は電気化学の分野だったが、そのなかで金属の電気分解または電着 (electrodeposition) の過程における電気量は元素の量および、特定の比をもつ元素同士の固定量と密接に関係していることを明らかにした。これらの発見はドルトンによる倍数比例の法則の発見同様、物質の原子論的性質に関する最初の手がかりとなった。

## 周期表
長い時間をかけて、存在が判明した化学元素の数は着実に増加してきた。この長大な一覧表（またその結果、以下に述べる原子の内部構造の理解も）を地に着いたものにする一大突破口となったのは、ドミトリ・メンデレーエフとロータル・マイヤーが作成した周期表だった。さらにメンデレーエフはこれを用いてゲルマニウム、ガリウム、スカンジウムの存在と性質を予測した。この3元素を当時メンデレーエフはそれぞれエカシリコン、エカアルミニウム、エカボロンと命名した。メンデレーエフはこれを1870年に予言したが、1875年にガリウムが発見され、しかもメンデレーエフの予想に近い性質を有していた。

## 化学の現代的定義
20世紀以前には伝統的に、化学は物質の性質とその変化についての科学と定義されていた。そのような物質の劇的変化を対象としない物理学とは明確な一線が引かれていた。さらに物理学とは対照的に、化学は数学を多用しなかった。化学の領域で数学を使用することにはっきり後ろ向きの姿勢をみせる者さえいた。たとえば、オーギュスト・コントは1830年に次のように記している。
しかし同じ19世紀でも後半には見方が変わり、アウグスト・ケクレは1867年に次のように記している。
アーネスト・ラザフォードとニールス・ボーアが1912年に原子構造を発見し、マリー・キュリーとピエール・キュリーが放射性物質を発見してのち、科学者は物質の性質に関する視点を劇的に変化させる必要に迫られた。化学者が獲得してきた経験は、もはや物質の性質全体の研究とは関連を失い、原子核を取り巻く電子雲と、電子雲の誘導で発生する電場における原子核の振舞だけが研究対象となった（ボルン-オッペンハイマー近似を参照）。化学の守備範囲は常温常圧に近い条件下でわれわれを取り巻く物質の性質に限定され、電磁波への曝露は地上における自然条件下のマイクロ波、可視光、紫外線などとあまり変わらないものに限られた。化学はそこで、物質の構成・構造・特性・変化を扱う物質科学と再定義された。しかし、ここで使われる物質の意味は原子と分子がつくる物質とはっきり関係付けられ、原子核内部の内容物、核反応、イオン化したプラズマ内の物質は対象としない。とはいえ人類の尺度からいえば化学の領域は依然広大であり、化学がすべてを包括するといってもあながち外れてはいない。

## 量子化学
量子化学はその誕生を、シュレーディンガー方程式の発見とこれを水素原子に応用した1926年とする見方がある。一方、ヴァルター・ハイトラーとフリッツ・ロンドンによる1927年の論文を量子力学の第一歩とする見方もある。これは2原子の水素分子かつ化学結合へ量子力学を応用した初の事例となった。後年これを引き継いだエドワード・テラー、ロバート・マリケン、マックス・ボルン、ロバート・オッペンハイマー、ライナス・ポーリング、エーリヒ・ヒュッケル、ダグラス・ハートリー、ウラジーミル・フォック、その他多数により研究は飛躍的に進んだ。
しかし、複雑な化学系へも応用して量子力学を一般化することについては懐疑的な見方も残っていた。1930年頃の状況をポール・ディラックは次のように記している。
1940年代には物理学者の多く（オッペンハイマーやテラーなど）が分子・原子物理学から核物理学に転向した。1951年、ローターン方程式  に関するクレメンス・ローターン の画期的論文は、量子化学の分野でエポックとなった。これにより水素や窒素のような小さな分子用の自己無撞着場方程式という解決法への道が開けた。そのような計算は、当時最先端のコンピュータ上で計算した積分表の支援を得て実施された。

## 分子生物学と生化学
20世紀半ばまでに原理上物理と化学の統合は進み、化学的特性は原子の電子構造の産物として説明されるようになった。ライナス・ポーリングの著作 The Nature of the Chemical Bond （『化学結合の性質』）では、量子力学の原理を一層複雑な分子における結合角の推算に使用している。しかし、量子力学から援用した原理は、生物学的意味のある分子の定性的化学特性を予測することができても、20世紀末まで厳密なコンピュータ計算による定量的方法ではなく、規則性・観察・処方箋の集積と化している。
ジェームズ・ワトソンやフランシス・クリックらは、DNAの二重らせん構造に関する該当分野の化学の知識のほか、ロザリンド・フランクリンが得たX線回折像を情報源としてその制約の中でモデルを構築し、この発見的アプローチを援用し予測を立てて1953年に勝利を収めた。この発見により生命の生化学分野での研究が爆発的に増加した。同年、ユーリー-ミラーの実験が実施され、タンパク質の基本構成要素である単純なアミノ酸がより単純な分子から生成されうることを、地球表面の原始的プロセスの再現実験によって実証した。生命の起源の本質については多くの疑問が残るものの、これは化学者が管理下の実験室で仮想の反応を研究することに踏み出した第一歩となった。
1983年にキャリー・マリスはDNAの試験管内増幅法を創案した。これはポリメラーゼ連鎖反応 (PCR) と呼ばれ、実験室でこれを操作する際に使う化学反応に革命が起こった。PCRはDNAの特定の部分を合成するために使われ、また生物のDNAの塩基配列決定を可能にして大規模なヒトゲノム計画をも完結させた。

## 化学工業
19世紀の後半には地中からの石油採掘が大幅に増加して多種の化学薬品を生産し、またそれまで使用されてきた鯨油、コールタール、船用需品 (en:naval stores) に置き換わった。石油の大規模な生産と精製でできる加工原料から、ガソリンや軽油などの液体燃料、溶剤、潤滑油、アスファルト、ワックス、そのほか合成繊維、プラスチック、塗料、界面活性剤、医薬、接着剤、肥料その他向けのアンモニアなど、現代世界で普及している各種材料が生産されている。これらの多くは高効率生産を実現するため新しい触媒や化学工学の援用を必要としている。
20世紀の中頃には、シリコンとゲルマニウムの超高純度単一結晶で大きなインゴットを造り、ここから半導体用素材上の電子回路構造を自由に精密に製作できるようになった。他の元素を添加して化学組成を正確に制御して、1951年にはソリッドステートトランジスタの生産が始まり、さらに小さな集積回路の生産も可能となり、これを使用した電子機器殊にコンピュータは世界を大きく変えた。

## 関連文献
- 世界化学史（中瀬古六郎、1926年） - Google ブックス
- 芝哲夫「歴史に学ぶ -明治の日本の化学者たち」『有機合成化学協会誌』第48巻第8号、有機合成化学協会、1990年、758-763頁、doi:10.5059/yukigoseikyokaishi.48.758、2016年12月4日閲覧。
- 大宮 理『ケミストリー世界史 その時、化学が時代を変えた！』PHP文庫、2022年。ISBN 978-4-56990-191-6
- 大宮 理『ケミストリー現代史 その時、化学が世界を一変させた！』PHP文庫、2023年。ISBN 978-4-56990-343-9